# Pier Paolo Pasolini
Pier Paolo Pasolini (Bolonia, 5 de marzo de 1922-Ostia, Lacio, 2 de noviembre de 1975) fue un escritor y director de cine italiano. Hombre polifacético y personaje controvertido, fue uno de los artistas más reconocidos de su generación, como poeta y como realizador cinematográfico. Pero también se distinguió como actor, periodista, ensayista, novelista y activista político; en menor medida, como dramaturgo y pintor. Su asesinato provocó conmoción en Italia y el resto del mundo. La autoría y las circunstancias de su asesinato siguen siendo objeto de debate.

## Biografía

### Sus primeros años
Era hijo de Carlo Alberto Pasolini, un teniente del ejército italiano, y de Susanna Colussi, una maestra de educación elemental. Sus padres se casaron en 1921, y al año siguiente nació Pier Paolo, llamado así por un tío paterno, en Bolonia, ciudad de tradición política izquierdista. Su familia se mudó en 1923 a Conegliano y en 1925 a Belluno, ambas en la región del Véneto, donde nació otro hijo llamado Guidalberto. Según dijo, él era hijo de una familia representativa de la unidad italiana:

Mi padre desciende de una antigua familia noble de la Romaña; mi madre, por el contrario, procede de una familia de campesinos friulanos que alcanzaron la condición pequeño-burguesa. La madre de mi madre era piamontesa, pero con vínculos con Sicilia y la región de Roma.

En 1926, el padre de Pasolini fue arrestado por deudas de juego.[cita requerida] Su madre se mudó con los hijos a la casa de su familia en Casarsa della Delizia, en la región del Friul. Ese mismo año, su padre fue el primero en detener e identificar al joven Anteo Zamboni, quien acababa de intentar asesinar a Benito Mussolini. En 1929 Pasolini empezó a escribir poemas inspirado por la belleza natural de Casarsa. Una de sus primeras influencias fue el trabajo de Arthur Rimbaud[cita requerida].
En 1931 su padre fue destinado a Idria (ahora Idrija, en Eslovenia) en el marzo juliano. En 1933 se mudaron a Cremona en Lombardía y más tarde a Scandiano y Reggio Emilia. Pasolini tuvo una difícil adaptación a todos estos cambios, utilizando su tiempo libre en engrandecer sus lecturas de poesías y de literatura (leyendo a Dostoyevsky, Tolstói, Shakespeare, Coleridge, Novalis), alejándose de su fervor religioso de sus primeros años. En la escuela de Reggio Emilia, conoció a su primer verdadero amigo, Luciano Serra. Los dos estuvieron otra vez en Bolonia, donde Pasolini pasó siete años mientras terminaba la educación secundaria. Aquí cultivó nuevas pasiones, entre ellas el fútbol. Con sus amigos Ermes Parini, Franco Farolfi y Elio Meli formó un grupo dedicado a discusiones literarias. Publicó por primera vez a los 19 años, mientras se encontraba estudiando en la Universidad de Bolonia. En 1939, Pasolini se graduó y entró al Colegio de Literatura de la Universidad de Bolonia, descubriendo nuevos temas, como la filología y las figuras estéticas de las artes. Tomó parte en el gobierno fascista en competencias deportivas y de cultura. Sus poemas de ese período incluyen fragmentos en friulano, lenguaje que no hablaba pero que podía leer, al iniciar cada poema: «Aprendo esto como un acto místico de amor, lo mejor del felibrismo, parecido a los poetas provenzales».

### Sus poemas iniciales
Después del verano en Casarsa, en 1941 publicó su primera colección de poemas en friulano, Versi a Casarsa. El trabajo fue apreciado y notado por los intelectuales y críticos como Gianfranco Contini, Alfonso Gatto y Antonio Russi. Sus pinturas también fueron bien recibidas. Pasolini fue director en jefe de la revista II Setaccio (El tamiz), pero acabó siendo despedido por conflictos con el director, quien estaba alineado con el régimen fascista. Un viaje a Alemania le ayudó, también, a percibir el estatus "provinciano" de la cultura italiana en ese momento. Estas experiencias le dieron a Pasolini nuevos pensamientos en su opinión acerca de la cultura política del fascismo y gradualmente iniciar su posición comunista.
En 1942, la familia tomó refugio en Casarsa, considerada como un lugar más tranquilo y esperar la conclusión de la Segunda Guerra Mundial, una decisión muy común entre las familias de los militares italianos. En las semanas después del armisticio del 8 de septiembre, Pasolini fue reclutado, siendo capturado y prisionero de la Wehrmacht alemana, pero pudo escapar disfrazado de paisano, encontrando el camino hacia Casarsa. Aquí se unió con un grupo de jóvenes fanáticos del lenguaje friulano, quienes querían dar a Casarsa un estatus igual a Údine en su estándar regional. De mayo de 1944 publicaron una revista titulada Stroligùt di cà da l'aga. Mientras tanto, Casarsa sufría los bombardeos aliados y forzaron a enrolarse para la República Social Italiana, con actividad similar de tipo partisana.
Pasolini intentó permanecer apartado de estos eventos. Él, su madre y otros colegiales, enseñaban a estudiantes en las escuelas de Pordenone o de Údine, iniciando en octubre de 1943. Otros fueron también involucrados, pero este trabajo educacional era considerado ilegal y fue suspendido en febrero de 1944. Se dice que tuvo su primera experiencia homosexual con uno de sus estudiantes. Su hermano Guido, de 19 años, se unió a la Fiesta de Acción y a la Brigada Ossopo-Freuli, tomando los arbustos cerca de Eslovenia. El 12 de febrero de 1945, Guido fue asesinado en una emboscada tendida por los partisanos de las guerrillas yugoslavas de Tito. Este episodio fatal sería una tragedia angustiosa para la madre y su hijo.
Seis días después Pasolini y otros fundaron la Academia Friulana de la Lengua (Academiuta di lenga furlana). Mientras tanto el padre de Pasolini, Carlo Alberto, que traía a Italia mascotas de Kenia, fue detenido en noviembre de 1945 con motivo de la muerte de Guido. Se quedó en Casarsa, el pueblo natal de Susanna. También en noviembre Pier Paolo Pasolini se graduó tras presentar la tesis final acerca de los trabajos de Giovanni Pascoli.
En 1946, publicó una pequeña colección de poemas, I Diarii (El diario) con la Academia. En octubre viajó a Roma. Al siguiente mayo, llamó a Quaderni Rossi, quién escribía a mano viejos libros de ejercicios con cubiertas rojas. Completó un drama en italiano, II Cappellano; y su colección de poesías, I Pianti (Los llantos) también fue publicada por la Academia.

### Relación con el Partido Comunista Italiano
El 30 de octubre de 1945, se unió a la asociación Patrie tal Friul, fundada en Údine. Los estatutos políticos de la región fueron materia de enfrentamiento entre las diferentes facciones políticas. Quería una tradición basada en el Friul, con lo que atacaba la cristiandad: el suyo fue un intento de progreso cívico y social, en oposición a los autonomistas que querían preservar sus privilegios basados en el «inmovilismo». También criticó al Partido Comunista por su oposición a la revolución y su apoyo al centralismo italiano. Fundó el partido Movimento Popolare Friulano, pero finalmente renunció, persuadido de que podría ser controlado y utilizado por el partido Social Demócrata Cristiano, por contar con los yugoslavos que permanecían por largos tiempo en las franjas del Friul.
El 26 de enero de 1947, escribió una declaración en la página frontal del periódico Libertà: «En nuestra opinión, pensamos que actualmente solo los comunistas son capaces de suministrar una nueva cultura». Esto generó controversia partidista debido a la rapidez con que se había expresado sin ser miembro del Partido Comunista Italiano.
Estuvo planeando extender un trabajo de la Academiuta para otra literatura en lengua romance y conoció al exiliado poeta catalán, Carles Cardó. Después de unirse al PCI, tomó parte en varias demostraciones. En mayo de 1949, asistió al Congreso de Paz, en París. Observando los trabajos y a los ponentes, y viendo los enfrentamientos contra la policía italiana, inició a concebir su primera novela. El papa Pío XII excomulgó a los simpatizantes comunistas de la Iglesia. Durante este período, mientras aceptaba el puesto de maestro en una escuela secundaria, sobresalía en la sección local del Partido Comunista como un hábil escritor que desafiaba la noción del comunismo en tanto que contrario a los valores cristianos.
En octubre de 1949 y después de poco más de dos años de militancia, fue expulsado del Partido Comunista Italiano «por indignidad moral», debido a su conocida homosexualidad, ya que ellos la consideraban una «degeneración burguesa».

## Trayectoria literaria
En 1957 publicó los poemas de Le ceneri di Gramsci (Las cenizas de Gramsci, Premio Viareggio de 1957) y al año siguiente L'usignolo della Chiesa cattolica (El ruiseñor de la Iglesia católica). En 1960 dio a la imprenta los ensayos Passione e ideología, y en 1961 otro libro de versos, La religione del mio tempo.
Se destacan los ensayos Sobre la poesía dialectal (1947), La poesía popular italiana (1960) y Escritos corsarios (1975); las antologías Poesía dialectal del siglo XX y Antología de la poesía popular (ambas de 1955). 
Por otro lado, son fundamentales sus obras poéticas: La mejor juventud (1954), Las cenizas de Gramsci (1957), La religión de mi tiempo (1961) y Poesía en forma de rosa (1961–1964). En seguida uno de sus poemas de La religión de mi tiempo: 
Si vuelve el sol, si desciende la tarde,

si la noche tiene un sabor de noches futuras,
 
si una tarde de lluvia parece volver

de tiempos tan amados y nunca del todo poseídos,

ya no soy feliz de gozarlos o sufrirlos:

no siento ya, frente a mí, toda la vida…

Para ser poetas se necesita mucho tiempo:
 
horas y horas de soledad son necesarias

para formar algo que es fuerza, abandono,
 
vicio, libertad, para darle forma al caos.
 
Poco tiempo me queda: por culpa de la muerte

que me viene al encuentro en mi marchita juventud.

Mas por culpa también de nuestro mundo humano

que le quita el pan a los hombres, y a los poetas la paz.
 
Asimismo destacan en la literatura italiana de posguerra sus novelas Muchachos de la calle (1955), Una vida violenta (1959) y Mujeres de Roma (1960), y los dramas Orgía (1969) y Calderón (1973). Publicó asiduamente artículos en varios periódicos italianos, como Corriere della Sera.
Su obra poética, igual que su obra ensayística y periodística, polemiza con el marxismo oficial y el catolicismo, a los que llamaba «las dos iglesias» y les reprochaba no entender la cultura de sus propias bases proletarias y campesinas. Juzgaba asimismo que el sistema cultural dominante, sobre todo a través de la televisión, creaba un modelo unificador que destruía las culturas más ingenuas y valiosas de las tradiciones populares.
El senador Marcello Dell'Utri del partido Forza Italia, anunció el 2 de marzo de 2010 poseer el capítulo dado por perdido de Petróleo, libro póstumo donde investiga sobre algunos asesinatos cometidos en los años 1970. Según los expertos, los datos que ofrece en el libro y sobre todo en ese capítulo desaparecido, conducirían hacia los asesinos de Enrico Mattei, presidente de la petrolera ENI, fallecido en 1962 en un accidente aéreo envuelto en el misterio y la del propio Pasolini. De su investigación del caso surgió el mencionado libro, Petróleo, que fue publicado en 1992 sin ese capítulo.

### Teatro
- Orgía (1968)[4]
- Porcile[5]
- Calderón (1973)[6]
- Pilade (1973)[7]
- Affabulazione (1977, póstumo)[8]
- Bestia da stile (1977, póstumo)[9]

### Poesía
- Poesie a Casarsa, Libreria Antiquaria Mario Landi, Bolonia 1942.
- Poesie, Stamperia Primon, San Vito al Tagliamento 1945.
- Diarii, Pubblicazioni dell'Academiuta, Casarsa 1945.
- I pianti, Pubblicazioni dell'Academiuta, Casarsa 1946.
- Dov'è la mia patria, con 13 disegni di G. Zigaina, Edizioni dell'Academiuta, Casarsa 1949.
- Tal còur di un frut, Edizioni di Lingua Friulana, Tricesimo 1953 (nueva edición, a cargo de Luigi Ciceri, Forum Julii, Údine 1974).
- Dal diario (1945-47), Sciascia, Caltanissetta 1954.
- La meglio gioventù, Sansoni, Florencia 1954.
- Il canto popolare, Meridiana, Milán 1954.
- Le ceneri di Gramsci, Garzanti, Milán 1957 Edición, traducción y notas de Stéphanie Ameri y Juan Carlos Abril, Las cenizas de Gramsci, Madrid: Visor, 2009, ISBN 978-84-9895-732-7.
- L'Usignolo della Chiesa Cattolica, Longanesi, Milán 1958.
- Roma 1950. Diario, All'insegna del pesce d'oro (Scheiwiller), Milán 1960.
- Sonetto primaverile (1953), Scheiwiller, Milán 1960.
- La religione del mio tempo, Garzanti, Milán 1961.
- Poesia in forma di rosa (1961-1964), Garzanti, Milán 1964.
- Poesie dimenticate, al cuidado de Luigi Ciceri, Società filologica Friulana, Údine 1965.
- Trasumanar e organizzar, Garzanti, Milán 1971.
- La nuova gioventù. Poesie friulane 1941-1974, Einaudi, Turín 1975.
- Le poesie: Le ceneri di Gramsci, La religione del mio tempo, Poesia in forma di rosa, Trasumanar e organizzar; Garzanti, Milán 1975.
- Bestemmia. Tutte le poesie, 2 vols., a cargo de Graziella Chiarcossi y Walter Siti, Garzanti, Milán 1993).
- Poesie scelte, editados por Nico Naldini y Francesco Zambon, TEA, Milán 1997.
- Tutte le poesie, 2 vols., a cargo de W. Siti, Mondadori, Milán 2003.

### Narrativa
- Ragazzi di vita, Garzanti, Milán 1955. Se rodó una película basada libremente en el argumento de la novela. Se tituló La noche brava (La notte brava),[10] y fue dirigida por Mauro Bolognini en 1959.[11] La novela se tradujo al español con el título de Chavales del arroyo.[12] Fue finalista en la edición del Premio Strega que ganó Giovanni Comisso.
- Una vita violenta, Garzanti, Milán 1959.
- L'odore dell'India, Longanesi, Milán 1962.
- Il sogno di una cosa, Garzanti, Milán 1962.
- Alì dagli occhi azzurri, Garzanti, Milán 1965.
- Teorema, Garzanti, Milán 1968.
- La Divina Mimesis, Einaudi, Turín 1975.
- Amado mio, Garzanti, Milán 1982.
- Petrolio, Einaudi, Turín 1992.
- Un paese di temporali e di primule, Guanda, Parma 1993.
- Storie della città di Dio. Racconti e cronache romane (1950-1966), Einaudi, Turín 1995.

### Ensayos

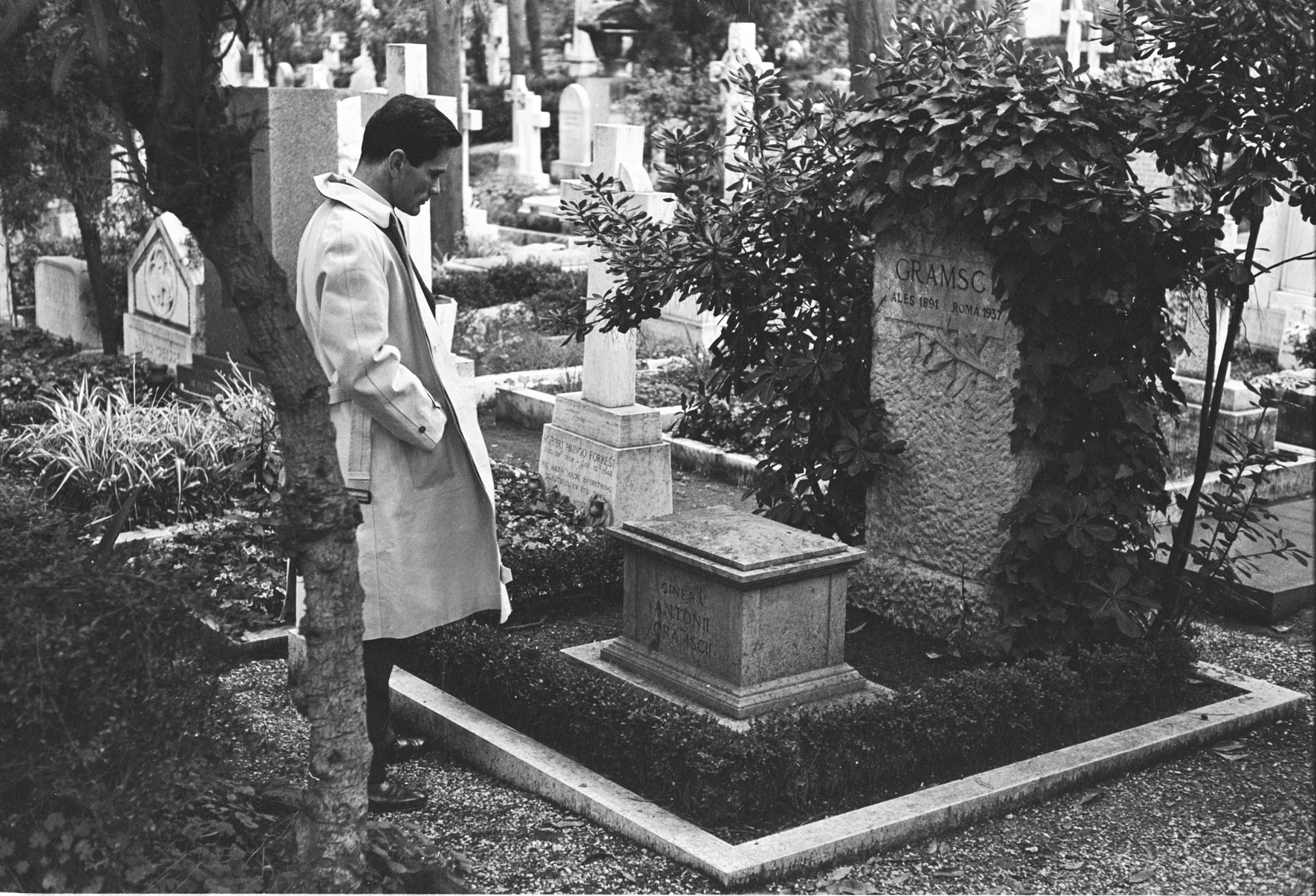
Pasolini frente a la tumba de Antonio Gramsci.

- Passione e ideologia (1948-1958), Garzanti, Milán 1960.
- Empirismo eretico, Garzanti, Milán 1972.
- Scritti corsari, Garzanti, Milán 1975. (Escritos corsarios), 2009.
- Volgar'eloquio, ed. por Antonio Piromalli y Domenico Scafoglio, Athena, Nápoles, 1976 (Vulgar lengua. Traducción y prólogo de Salvador Cobo. Madrid: Ediciones El Salmón, 2017)
- Lettere luterane, Einaudi, Turín, 1976.
- Descrizioni di descrizioni, a cargo de Graziella Chiarcossi, Einaudi, Turín 1979 .
- Il Portico della Morte, a cargo de Cesare Segre, «Associazione Fondo Pier Paolo Pasolini», Garzanti, Milán 1988.
- I film degli altri, ed. por Tullio Kezich, Guanda, Parma 1996.
- Poesia dialettale del Novecento, ed. por Mario Dell'Arco y Pier Paolo Pasolini, introd. Pasolini, Guanda, Parma 1952.
- Canzoniere italiano. Antologia della poesia popolare, ed. por Pier Paolo Pasolini, Guanda, Parma 1955.
- Pier Paolo Pasolini e il setaccio 1942-1943, ed. por Mario Ricci, Cappelli, Bolonia 1977,
- Saggi sulla letteratura e sull'arte, 2 vols., ed. por Walter Siti y Silvia De Laude, Mondadori, Milán, 1999.
- Saggi sulla politica e sulla società, Walter Siti y Silvia De Laude, Mondadori, Milán 1999.

## Cine
Se inició en 1961 como director, y al poco tiempo creó una suerte de segundo Neorrealismo, explorando los aspectos de la vida cotidiana, en un tono cercano al de la Commedia dell'arte, centrando su mirada en los personajes marginales, la delincuencia y la pobreza que arrastra Italia desde la posguerra, y estableciendo un estilo narrativo y visual en el que priman el patetismo y la ironía sobre el humor grueso y a veces sórdido de sus historias.
Debuta en 1961 con una película en clave neorrealista pero que abarca mucho más y sorprende a la crítica: Accattone, en la que inicia su relación personal y profesional con Franco Citti, uno de sus actores fetiche, quien junto a su hermano Sergio Citti, había sido alumno de Pasolini cuando era profesor. Su segunda película, Mamma Roma (1962), es una obra ya plenamente neorrealista que se convierte casi desde su estreno en una de las cumbres del cine italiano de los 60, y que cuenta con una de las interpretaciones más aplaudidas de la memorable actriz Anna Magnani. Con El Evangelio según San Mateo (1964), Pasolini rompe con su trayectoria anterior (recordemos que era un reconocido ateo, y que en 1963 fue condenado a cuatro meses de cárcel por sus posiciones anticlericales en el filme Ro.Go.Pa.G.), aunque no traiciona sus obsesiones personales ni las constantes de su cine, al presentar el pasaje bíblico en una lectura marxista (consecuentemente con su ideología de izquierda). A pesar de todo, el director de L'Osservatore Romano, Giovanni Maria Vian, la calificará como «una de las más bellas jamás rodada sobre la vida de Jesús».
Pajaritos y pajarracos (1966) es una de sus mejores obras (pese a las ya magníficas dos anteriores). Parábola política y humanística, inmortalizó al entrañable actor cómico Totó en una inolvidable creación, y es una película donde la música se hace protagonista de un modo único. Edipo Rey (1967), fue la primera cinta con guion ajeno, la famosa obra teatral de Sófocles, llevada al cine ese mismo año en una versión inglesa de menor repercusión comercial que ésta, que contaba entre su reparto con la maravillosa Silvana Mangano y uno de los actores favoritos del director, Laurent Terzieff. Teorema, estrenada en 1968, supone la consagración internacional de Pasolini, dotándole de un prestigio que incluso atrapó al público mayoritario. En ésta, sobresalen los trabajos de Terence Stamp y Laura Betti enmarcados ambos en una atmósfera sórdido-sensual que levantó algunas ampollas en su tiempo. Pocilga (1969), fue una de sus obras más crudas y realistas, de enorme polémica en su momento, se la consideró degradante, provocadora y obscena, lo que no evitó bastante éxito en los cines europeos. Medea (1969), con la diva Maria Callas entre el reparto, supone su segunda y mejor actualización-revisión-adaptación de una obra teatral de la Grecia clásica —esta vez de Eurípides—.
Los años 1970 se inician con la llamada Trilogía de la vida (integrada por El Decamerón, 1971; Los cuentos de Canterbury, 1972; y Las mil y una noches, 1974). Pasaron por los festivales de cine de Cannes, Berlín o Venecia con éxito crítico-comercial y definieron la deriva del último Pasolini hacia propuestas más libres y menos narcisitas (pese a que esta trilogía enseña prácticamente lo contrario de cara al espectador). En 1971 aparece una curiosa película con el título de Los cuentos de Pasolini, dirigida por Sergio Citti, que aprovecha el tirón comercial del italiano y de Ninetto Davoli (su otro actor fetiche) de cara a la taquilla. Un poco antes, en 1970, había aparecido otra película que «copiaba» el estilo pasoliniano y «adoptaba» a alguno de sus actores: Ostia, dirigida por Sergio Citti y guionizado por Pasolini.
La carrera del cineasta se trunca cuando, en 1975, se estrena en los cines una película que convulsiona a toda la sociedad italiana y hace que el autor sea objeto de multitud de amenazas de muerte y presiones incluso políticas: Salò o los 120 días de Sodoma, en la que Pier Paolo adopta un tono autocrítico hacia algunos pasajes de su obra anterior y en la que adapta al Marqués de Sade con toda crudeza y con la mayor libertad con la que un creador se haya dotado a sí mismo nunca, desdibujando los límites convencionales y cinematográficos que encierran el erotismo, pornografía, expresión, sadismo, provocación y degradación humanas.
La noche antes de morir dio una entrevista, hoy famosa, a Stampa Sera, en la que recuerda el peligro del fascismo.

## Asesinato

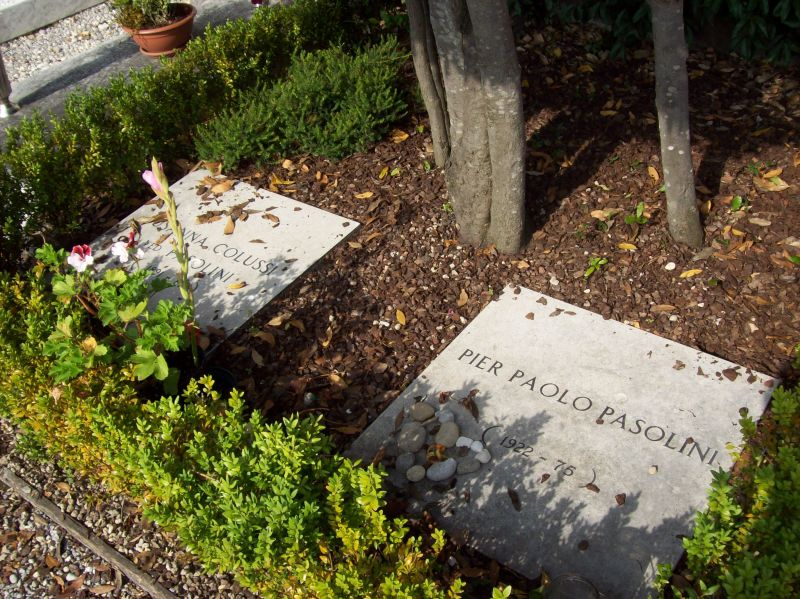
Tumba de Pasolini

Tras el estreno de su última película, Saló o los 120 días de Sodoma, adaptación de una novela del mismo título del Marqués de Sade, y en circunstancias aún no del todo aclaradas, Pasolini murió asesinado. Una patrulla de los carabinieri detuvo a un coche Alfa Romeo circulando a gran velocidad en las proximidades de Roma. El conductor, Giuseppe (Pino) Pelosi, un estafador de 17 años, trató de huir cuando fue arrestado por haber robado el vehículo, propiedad de Pasolini. Dos horas después, se encontró el cuerpo del director con evidencias de haber sido asesinado, tras ser atropellado varias veces con su propio coche, y falleció el 2 de noviembre de 1975 en el balneario de Ostia. Tenía múltiples fracturas óseas y estallamiento de los testículos debido a lo que parecía ser una barra de metal. Su cuerpo estaba parcialmente quemado. La autopsia reveló que había sido quemado con gasolina después de haber muerto. Teniendo en cuenta estas observaciones aportadas por el servicio forense, el estilo de asesinato vengativo propio de la mafia, era casi imposible que sólo una persona hubiese realizado toda la operación. Así, durante las primeras investigaciones, las declaraciones del presunto asesino acerca de que lo había matado porque el director le propuso tener relaciones sexuales, no convencieron a la población italiana, y circularon rumores de que había políticos de ese tiempo que deseaban muerto al director, debido principalmente a las críticas presentes en sus películas, libros y discursos políticos, a la vez que, el día de su asesinato, desconocidos lo habían llamado para chantajearlo y devolverle rollos con escenas inéditas de Salò. Fue sepultado en Casarsa, en su amado Friul. 
En posteriores interrogatorios Pelosi confesó que Pasolini lo había invitado a comer al restaurante Biondo Tevere, cercano a la Basílica de San Pablo Extramuros, y que el director conocía. Comió espagueti con aceite y ajo. Pasolini bebió una cerveza. A las 23:30 horas se encaminaron hacia Ostia, donde Pasolini «preguntó algo que no entendí» acerca de que el chico lo sodomizara con un palo de madera a lo cual se negó, y entonces Pasolini le pegó. Pelosi entonces salió corriendo, cogió dos piezas de una mesa, del tamaño de un garrote, y golpeó a Pasolini hasta matarlo. Escapó en el coche a toda prisa y llegó hasta un bache en el camino. «Maté a Pasolini», dijo a su compañero de celda y a la policía, junto con «otros desconocidos». Pelosi fue condenado en 1976.
Veintinueve años después, el 7 de mayo de 2005, Pelosi se retractó de su confesión, diciendo que había sido bajo amenazas de perjudicar a sus familiares. Mencionó que tres personas jóvenes «con un acento meridional» habían cometido el asesinato, insultando a Pasolini como un «sucio comunista». Estos nuevos elementos provocaron que un amplio sector del entorno político y cultural de Italia pidiese la reapertura del caso para esclarecer el crimen. Pino Pelosi murió el 20 de julio de 2017, también en circunstancias sospechosas, sin haber aclarado nunca suficientemente el asesinato de Pasolini.
Otras evidencias descubiertas en 2005 puntualizaron que Pasolini había sido asesinado por un extorsionador. El testimonio de un amigo de este, Sergio Citti, dice que algunos rollos de la película Saló habían sido robados y que Pasolini había ido a ver a los ladrones después de visitar Estocolmo el 2 de noviembre de 1975. En mayo de 2005 la policía de Roma reabrió el caso el homicidio, pero los jueces encargados de la investigación determinaron que los nuevos elementos eran insuficientes para continuar con la querella.
Tras su muerte, se han realizado diversos homenajes y películas documentales que analizan su figura desde distintas percepciones, tanto biográficas al uso como ensayísticas sobre su repercusión a escala internacional, su eco en el cine posterior, la verdadera dimensión de su universo personal.

## Filmografía
| N.º | Año  | Título español                                                            | Título original                                         | Notas                                     |
| --- | ---- | ------------------------------------------------------------------------- | ------------------------------------------------------- | ----------------------------------------- |
|     | 1961 | Accattone                                                                 |                                                         |                                           |
|     | 1962 | Mamma Roma                                                                |                                                         |                                           |
|     | 1963 | La rabia                                                                  | La Rabbia                                               | Documental                                |
|     | 1963 | Ro.Go.Pa.G.                                                               |                                                         | Segmento "La Ricotta"                     |
|     | 1963 | Localizaciones en Palestina para la película El Evangelio según San Mateo | Sopralluoghi in Palestina per il Vangelo secondo Matteo | Documental                                |
|     | 1964 | El Evangelio según San Mateo                                              | Il Vangelo secondo Matteo                               |                                           |
|     | 1965 | Encuesta sobre el amor                                                    | Comizi d'amore                                          | Documental                                |
|     | 1966 | Pajaritos y pajarracos                                                    | Uccellacci e uccellini                                  |                                           |
|     | 1967 | Edipo rey                                                                 | Edipo Re                                                |                                           |
|     | 1967 | Las brujas                                                                | Le Streghe                                              | Segmento "La Terra vista dalla Luna"      |
|     | 1968 | Capriccio all'italiana                                                    | Capriccio all'italiana                                  | Segmento "Che cosa sono le nuvole?"       |
|     | 1968 | Apuntes para una película sobre India                                     | Appunti per un film sull'India                          | Cortometraje                              |
|     | 1968 | Teorema                                                                   |                                                         |                                           |
|     | 1969 | Medea                                                                     |                                                         |                                           |
|     | 1969 | Amor y rabia                                                              | Amore e Rabbia                                          | Segmento "La Sequenza del Fiore di Carta" |
|     | 1969 | Pocilga                                                                   | Porcile                                                 |                                           |
|     | 1970 | Apuntes para un romance sobre la inmundicia                               | Appunti per un romanzo dell'immondeza                   | Cortometraje                              |
|     | 1970 | Apuntes para una Orestíada africana                                       | Appunti per un'Orestiade africana                       |                                           |
|     | 1971 | Las murallas de Sanaá                                                     | Le Mura di Sana'a                                       | Cortometraje                              |
|     | 1971 | El Decamerón                                                              | Il Decameron                                            |                                           |
|     | 1972 | Los cuentos de Canterbury                                                 | I racconti di Canterbury                                |                                           |
|     | 1972 | 12 de diciembre                                                           | Dodici Dicembre                                         | Documental                                |
|     | 1974 | Las Mil y una Noches                                                      | Il fiore delle Mille e una notte                        |                                           |
|     | 1975 | Saló o los 120 días de Sodoma                                             | Salò o le 120 giornate di Sodoma                        |                                           |

## Obras sobre Pasolini
- 1971 Pier Paolo Pasolini: A Film Maker's Life (cortometraje) (documental), dirigida por Carlo Hayman-Chaffey
- 1973 The British Showbiz Awards (episodio de la serie de TV: Monty Python's Flying Circus), dirigida por Ian MacNaughton
- 1991 Ostia (cortometraje), dirigida por Julian Cole
- 1993 Un uomo fioriva: Pier Paolo Pasolini (documental), dirigida por Enzo Lavagnini
- 1995 Pasolini, un delito italiano, dirigida por Marco Tullio Giordana
- 1996 Nerolio, dirigida por Aurelio Grimaldi
- 2002 Un mondo d'amore, dirigida por Aurelio Grimaldi
- 2004 Vie et mort de Pier Paolo Pasolini (TV), dirigida por Cyril Legann y Antoine Soltys
- 2005 El caso Pasolini. Crónica de un asesinato, novela gráfica de Gianluca Maconi.
- 2006 Pasolini prossimo nostro, (documental), dirigida por Giuseppe Bertolucci
- 2006 Vida y muerte de Pier Paolo Pasolini, obra teatral de Michel Azama
- 2006 "Sacrosanto Pasolini", obra de teatro del Grupo CUATROTABLAS de Perú en su 35 aniversario. Dirección y Dramaturgia, maestro Carlos Riboty (Universitá di Palermo, Sicilia, Italia), Supervisión Dramática, maestro Mario Delgado, fundador del grupo. Con el auspicio del Istituto Italiano di Cultura di Lima, director Nadir Morosi.
- 2009 Pasolini en forma de rosa, obra teatral de Pedro Víllora.
- 2009 Il Cristo dell'eresia. Sacro e censura nel cinema di Pier Paolo Pasolini", monografía crítica de Erminia Passannanti.
- 2009 La ricotta. Il Sacro Trasgredito, monografía crítica de Erminia Passannanti.
- 2013 El consumismo: Pasolini en nuestros días, ensayo de Miguel Suárez del Cerro.
- 2014 Pasolini, (drama biográfico), dirigida por Abel Ferrara y protagonizada por Willem Dafoe.
- 2016 La macchinazione, (drama biográfico), dirigida por David Grieco y protagonizada por Massimo Ranieri.
- 2016 Ciclo Invocaciones: Pasolini, Centro Cultural San Martín, Buenos Aires. Dirección: Matías Feldman.
- 2022  Miguel Dalmau: Pasolini. El último profeta, Barcelona, Tusquets, XXXIV Premio Comillas.
- 2022 Maravillosa y mísera ciudad. Poemas romanos, Barcelona, Ultramarinos Editorial, traducción y glosario de María Bastianes y Andrés Catalán, acompañado de los ensayos de Francesco Careri y Franco Buffoni.

## Premios y reconocimientos
Festival Internacional de Cine de Cannes
| Año  | Categoría              | Película             | Resultado |
| ---- | ---------------------- | -------------------- | --------- |
| 1958 | Mejor guion            | Giovani mariti       | Ganador   |
| 1974 | Gran Premio del Jurado | Las mil y una noches | Ganador   |

Festival Internacional de Cine de Venecia
| Año  | Categoría                  | Película                     | Resultado |
| ---- | -------------------------- | ---------------------------- | --------- |
| 1964 | Premio especial del jurado | El Evangelio según San Mateo | Ganador   |
| 1964 | Premio OCIC                | El Evangelio según San Mateo | Ganador   |

Festival Internacional de Cine de Berlín
| Año  | Categoría                                      | Película                  | Resultado |
| ---- | ---------------------------------------------- | ------------------------- | --------- |
| 1971 | Oso de Plata. Premio extraordinario del jurado | El Decamerón              | Ganador   |
| 1972 | Oso de Oro                                     | Los cuentos de Canterbury | Ganador   |